# Det Afrikanske Kompagni
Det afrikanske Kompagni (eller Det marokkanske Kompagni) stiftedes på Frederik V’s fødselsdag 31. marts 1755. Allerede i 1749 var der gjort privat forsøg på at få en handelsforbindelse i gang med den afrikanske middelhavskyst, men først ved oktrojen af 1755 fik denne handel en fast organisation. Den ældre Bernstorff var drivfjederen i dette pompøse foretagende, der skulle fremme Danmarks handel ved at skaffe nyt opland for danske varer og råprodukter for dansk industri. Selskabet fik eneret på handelen på Marokko og forpagtede tolden på den marokkanske kyst. Imidlertid gik det stort anlagte foretagende snart ynkelig i stykker, og det trods de mange begunstigelser, der blev kompagniet til del fra regeringens side:kostbare eskadrer blev sendt ned til Middelhavet; der blev indrømmet det toldfrihed, og betydelige pengesummer tilflød det fra statskassen. Omsider blev det klart for alle, at det ikke kunne nytte ad denne kunstige vej at fremtvinge en blomstrende handel. Efter at have ofret millioner på dette selskab, måtte staten til sidst, i 1766, indløse og ophæve det.